# Grand Champions Cup de voleibol femenino de 2017
La Grand Champions Cup de voleibol femenino de 2017 fue la séptima edición organizada por la FIVB. El torneo se celebró en Tokio y Nagoya, Japón, del 5 al 10 de septiembre de 2017.

## Proceso de clasificación
La FIVB anunció que los cuatro mejores clasificados de cada continente en los Juegos Olímpicos de 2016 eran elegibles para participar en el torneo. Los cuatro equipos se unirán al equipo anfitrión y un equipo invitado.
| País           | Confederación | Vía de clasificación               | Apariciones previas | Apariciones previas | Apariciones previas |
| País           | Confederación | Vía de clasificación               | Total               | Primera             | Última              |
| -------------- | ------------- | ---------------------------------- | ------------------- | ------------------- | ------------------- |
| Japón          | AVC           | País organizador                   | 6                   | 1993                | 2013                |
| China          | AVC           | Primer representativo continental  | 4                   | 1993                | 2005                |
| Rusia          | CEV           | Segundo representativo continental | 4                   | 1993                | 2013                |
| Estados Unidos | NORCECA       | Tercer representativo continental  | 4                   | 1993                | 2013                |
| Brasil         | CSV           | Cuarto representativo continental  | 5                   | 1997                | 2013                |
| Corea del Sur  | AVC           | Tarjeta de invitación              | 4                   | 1997                | 2009                |

## Organización

### País anfitrión y ciudades sedes
| Tokio                           | Nagoya                         |
| ------------------------------- | ------------------------------ |
| Gimnasio Metropolitano de Tokio | Estadio Nippon Gaishi Hall     |
| Capacidad: 10.000 espectadores  | Capacidad: 10.000 espectadores |
|                                 |                                |

### Formato de competición
El torneo se desarrolla con el formato de todos contra todos en una solo ronda y los equipos fueron clasificados de acuerdo a los siguientes criterios:
1. Partidos ganados.
2. Puntos obtenidos, los cuales son otorgados de la siguiente manera:
  - Partido con resultado final 3-0 o 3-1: 3 puntos al ganador y 0 puntos al perdedor.
  - Partido con resultado final 3-2: 3 puntos al ganador y 1 punto al perdedor.
3. Proporción entre los sets ganados y los sets perdidos (Sets ratio).
4. Proporción entre los puntos ganados y los puntos perdidos (Puntos ratio).
5. Si el empate en puntos ratio persiste entre dos equipos se le da prioridad al equipo que haya ganado el último partido entre los equipos implicados.
6. Si el empate en puntos ratio es entre tres o más equipos se elabora una nueva clasificación tomando en consideración solo los partidos jugados entre los equipos implicados.

## Resultados
- Las horas indicadas corresponden al huso horario local de Japón: UTC+9.

### Grupo Único
| Pos. | Equipo         | Partidos | Partidos | Partidos | Pts. | Sets | Sets | Sets  | Puntos | Puntos | Puntos |
| Pos. | Equipo         | PJ       | PG       | PP       | Pts. | SG   | SP   | Ratio | PG     | PP     | Ratio  |
| ---- | -------------- | -------- | -------- | -------- | ---- | ---- | ---- | ----- | ------ | ------ | ------ |
| 1    | China          | 5        | 5        | 0        | 14   | 15   | 4    | 3.750 | 454    | 343    | 1.323  |
| 2    | Brasil         | 5        | 3        | 2        | 11   | 13   | 7    | 1.857 | 438    | 405    | 1.081  |
| 3    | Estados Unidos | 5        | 3        | 2        | 7    | 10   | 10   | 1.000 | 431    | 434    | 0.993  |
| 4    | Rusia          | 5        | 2        | 3        | 7    | 9    | 10   | 0.900 | 411    | 427    | 0.962  |
| 5    | Japón          | 5        | 2        | 3        | 6    | 10   | 11   | 0.909 | 462    | 471    | 0.980  |
| 6    | Corea del Sur  | 5        | 0        | 5        | 0    | 0    | 15   | 0.000 | 260    | 376    | 0.691  |

| Fecha            | Hora        | Equipo 1       | Res.        | Equipo 2       | Set 1       | Set 2       | Set 3       | Set 4       | Set 5       | Total       | Reporte     |
| Ronda Tokio      | Ronda Tokio | Ronda Tokio    | Ronda Tokio | Ronda Tokio    | Ronda Tokio | Ronda Tokio | Ronda Tokio | Ronda Tokio | Ronda Tokio | Ronda Tokio | Ronda Tokio |
| ---------------- | ----------- | -------------- | ----------- | -------------- | ----------- | ----------- | ----------- | ----------- | ----------- | ----------- | ----------- |
| 5 de septiembre  | 12:40       | Rusia          | 1 – 3       | Brasil         | 17-25       | 25-23       | 23-25       | 12-25       |             | 77 – 98     | P2 P3       |
| 5 de septiembre  | 15:40       | Estados Unidos | 1 – 3       | China          | 25-18       | 18-25       | 14-25       | 17-25       |             | 74 – 93     | P2 P3       |
| 5 de septiembre  | 19:15       | Japón          | 3 – 0       | Corea del Sur  | 25-23       | 25-21       | 26-24       |             |             | 76 – 68     | P2 P3       |
| 6 de septiembre  | 12:40       | Brasil         | 2 – 3       | China          | 20-25       | 12-25       | 25-20       | 25-23       | 17-19       | 99 – 112    | P2 P3       |
| 6 de septiembre  | 15:40       | Corea del Sur  | 0 – 3       | Estados Unidos | 22-25       | 20-25       | 16-25       |             |             | 58 – 75     | P2 P3       |
| 6 de septiembre  | 19:15       | Rusia          | 3 – 1       | Japón          | 22-25       | 25-18       | 25-22       | 28-26       |             | 100 – 91    | P2 P3       |
| Ronda Nagoya     |             |                |             |                |             |             |             |             |             |             |             |
| 8 de septiembre  | 12:40       | Estados Unidos | 3 – 2       | Rusia          | 23-25       | 25-21       | 19-25       | 25-21       | 15-9        | 107 – 101   | P2 P3       |
| 8 de septiembre  | 15:40       | China          | 3 – 0       | Corea del Sur  | 25-14       | 25-4        | 25-12       |             |             | 75 – 30     | P2 P3       |
| 8 de septiembre  | 19:15       | Japón          | 3 – 2       | Brasil         | 25-18       | 25-27       | 25-15       | 16-25       | 15-6        | 106 – 91    | P2 P3       |
| 9 de septiembre  | 12:40       | Rusia          | 0 – 3       | China          | 20-25       | 18-25       | 20-25       |             |             | 58 – 75     | P2 P3       |
| 9 de septiembre  | 15:40       | Brasil         | 3 – 0       | Corea del Sur  | 25-15       | 25-10       | 25-23       |             |             | 75 – 48     | P2 P3       |
| 9 de septiembre  | 19:15       | Japón          | 2 – 3       | Estados Unidos | 25-22       | 21-25       | 28-26       | 21-25       | 12-15       | 107 – 113   | P2 P3       |
| 10 de septiembre | 11:40       | Corea del Sur  | 0 – 3       | Rusia          | 19-25       | 16-25       | 21-25       |             |             | 56 – 75     | P2 P3       |
| 10 de septiembre | 14:40       | Estados Unidos | 0 – 3       | Brasil         | 20-25       | 23-25       | 19-25       |             |             | 62 – 75     | P2 P3       |
| 10 de septiembre | 18:15       | China          | 3 – 1       | Japón          | 25-22       | 24-26       | 25-18       | 25-16       |             | 99 – 82     | P2 P3       |

## Clasificación final
| Pos.              | Equipo         |
| ----------------- | -------------- |
| Medalla de oro    | China          |
| Medalla de plata  | Brasil         |
| Medalla de bronce | Estados Unidos |
| 4                 | Rusia          |
| 5                 | Japón          |
| 6                 | Corea del Sur  |

| China Campeón 2º título |

## Premios
| - Jugadora más valiosa Zhu Ting - Mejor armadora Koyomi Tominaga - Mejores atacantes Zhu Ting Jordan Larson | - Mejores centrales Ana Carolina da Silva Yuan Xinyue - Mejor opuesto Tandara Caixeta - Mejor líbero Kotoe Inoue |